# Штутгартская обсерватория
Обсерватория Штутгарт — любительская астрономическая обсерватория, основанная в 1922 году в городе Штутгарт, Баден-Вюртемберг, Германия. Принадлежит и управляется обсерватория ассоциацией «Schwäbische Sternwarte e.V.».

## Руководители обсерватории
de:Robert Henseling — инициатор создания ассоциации «Schwäbische Sternwarte e.V.». в 1920 году

## История обсерватории
Обсерватория была создана для популяризации астрономии в широких массах населения и для помощи работы планетария Штутгарта. В 1921 году была построена башня обсерватории. Обсерватория начала работу в январе 1922 года. Деньги для постройки обсерватории собирались как взносы членов ассоциации, так и пожертвования от населения. Для поддержки сборов средств приезжал с лекциями в Штутгарт Альберт Эйнштейн.

## Инструменты обсерватории
В обсерватории 6 телескопов: 4 стационарных и 2 мобильных.
- Исторический рефрактор Цейсс (D = 175 мм, F = 2590 мм, создан в 1911 году) — установлен под куполом, используют для наблюдений солнечных пятен и планет
- Новый рефрактор (D = 178 мм, F = 1630 мм, создан в 1989 году «Astro-Physics»)
- Рефлектор системы Нютона 40-см MEADE — используют для объектов глубокого космоса и покрытия звезд (с помощью видеокамеры)
- Celestron Шмидт-Кассегрен (D = 356 мм, F = 3910 мм, 1980 год) — используются для научных задач (переменные звезды, астероиды и кометы)
- Рефрактор Ахромат (D = 220 мм, F = 2820 мм) — собран в 1971 году с использованием объектива 1890 года
- MEADE 2080-HTC (D = 203 мм, F = 2000 мм, 1986 год)
- Н-альфа телескоп для наблюдений Солнца

В обсерватории с 1995 года есть ПЗС-матрица ST-6 и видео камера FA 85 с 1992 года.

## Направления исследований
- Фотометрия переменных звезд
- Астрометрия астероидов и комет
- Покрытия астероидами
- Покрытия Луной

## Адрес обсерватории
- 48°47′00″ с. ш. 9°11′50″ в. д.HGЯO[1]